# 比洛澤爾卡湖
比洛澤爾卡湖（烏克蘭語：Білозерський лиман），是烏克蘭的湖泊，位於該國東南部扎波羅熱州瓦西里夫卡區，長6.2公里、寬3.2公里，面積15.6平方公里，平均水深1.8米，最大水深3米，湖畔城鎮有卡緬卡-第聶伯羅夫斯卡。